# Дивертисмент
Дивертисме́нт (от фр. divertissement — «увеселение», «развлечение» и итал. Divertimento) — так называются:
- ряд концертных номеров, составляющих особую — увеселительную — программу, даваемую в дополнение к какому-либо основному спектаклю, концерту;
- балетный спектакль, состоящий из отдельных номеров, или вставной номер в балете или опере, непосредственно не связанный с сюжетом;
- музыкальные сочинения, составленные из нескольких небольших, легко обработанных пьес для одного или нескольких инструментов[1].

Самое раннее использование названия («divertimento») приписывается Карло Гросси из Венеции («Il divertimento de 'grandi: musiche da camera», «per servizio di tavola») и относится к 1681 году.

## В русской культуре
На другой день после представления одной из трагедий Сумарокова в гости к его матушке приехала какая-то дама и начала расхваливать вчерашнее представление. Присутствовавший при том Сумароков с удовольствием слушал, а потом спросил, что понравилось гостье более всего. «Дивертисмент!» — отвечала та. Сумароков выругался и выбежал из комнаты.